# Олстон, Летти
Летти Бэкон Олстон (англ. Lettie Beckon Alston, род. 13 апреля 1953, Детройт, Мичиган) — американский композитор, известна своей игрой на фортепиано и давней серией концертов «Летти Олстон и друзья».

## Биография
Олстон родилась в 1953 году в Детройте.
Олстон училась в Университете Уэйна, чтобы получить степени бакалавра и магистра. В 1983 году она получила докторскую степень по музыкальной композиции в Мичиганском университете (UM), где она училась у Лесли Бассетта, Уильяма Болкома и Юджина Курца. Она была первой афроамериканкой, получившей эту степень в UM.

## Творчество
Работа Олстон включает в себя как традиционные, так и электронные инструменты. Она сочиняла для оркестра, камерных и вокальных коллективов.
В 1995 году Олстон начала серию концертов в Оклендском университете под названием «Летти Олстон и друзья». На концертах звучала современная классическая музыка. Последний из этих концертов состоялся в 2008 году.
В 2001 году её работа была записана на двух компакт-дисках Keyboard Maniac. В сборнике были представлены её работы на акустическом и электрическом фортепиано.